# (37802) 1997 XD11
1997 XD11 (asteroide 37802) é um asteroide da cintura principal. Possui uma excentricidade de 0.32363340 e uma inclinação de 6.12031º.
Este asteroide foi descoberto no dia 3 de dezembro de 1997 por Spacewatch em Kitt Peak.